# Selongey
Selongey est une commune française située dans le département de la Côte-d'Or, en région Bourgogne-Franche-Comté. 

## Géographie

### Localisation
Commune située sur la Venelle aux portes de la Bourgogne, non loin de la limite entre les départements de la Côte-d'Or et de la Haute-Marne.

### Climat
Pour des articles plus généraux, voir Climat de la Bourgogne-Franche-Comté et Climat de la Côte-d'Or.
En 2010, le climat de la commune est de type climat des marges montargnardes, selon une étude du Centre national de la recherche scientifique s'appuyant sur une série de données couvrant la période 1971-2000. En 2020, Météo-France publie une typologie des climats de la France métropolitaine dans laquelle la commune est exposée à un climat océanique altéré et est dans la région climatique Lorraine, plateau de Langres, Morvan, caractérisée par un hiver rude (1,5 °C), des vents modérés et des brouillards fréquents en automne et hiver.
Pour la période 1971-2000, la température annuelle moyenne est de 10,1 °C, avec une amplitude thermique annuelle de 17,3 °C. Le cumul annuel moyen de précipitations est de 851 mm, avec 12,2 jours de précipitations en janvier et 8,4 jours en juillet. Pour la période 1991-2020, la température moyenne annuelle observée sur la station météorologique de Météo-France la plus proche, « Auberive_sapc », sur la commune d'Auberive à 24 km à vol d'oiseau, est de 9,7 °C et le cumul annuel moyen de précipitations est de 943,1 mm,. Pour l'avenir, les paramètres climatiques de la commune estimés pour 2050 selon différents scénarios d'émission de gaz à effet de serre sont consultables sur un site dédié publié par Météo-France en novembre 2022.

## Urbanisme

### Typologie
Au 1er janvier 2024, Selongey est catégorisée bourg rural, selon la nouvelle grille communale de densité à 7 niveaux définie par l'Insee en 2022.
Elle appartient à l'unité urbaine de Selongey, une unité urbaine monocommunale constituant une ville isolée,. Par ailleurs la commune fait partie de l'aire d'attraction de Dijon, dont elle est une commune de la couronne,. Cette aire, qui regroupe 333 communes, est catégorisée dans les aires de 200 000 à moins de 700 000 habitants,.

### Occupation des sols
L'occupation des sols de la commune, telle qu'elle ressort de la base de données européenne d’occupation biophysique des sols Corine Land Cover (CLC), est marquée par l'importance des forêts et milieux semi-naturels (52,7 % en 2018), une proportion identique à celle de 1990 (52,7 %). La répartition détaillée en 2018 est la suivante : forêts (52,2 %), terres arables (38,7 %), zones urbanisées (4,8 %), zones agricoles hétérogènes (1,6 %), zones industrielles ou commerciales et réseaux de communication (1,5 %), prairies (0,7 %), milieux à végétation arbustive et/ou herbacée (0,5 %). L'évolution de l’occupation des sols de la commune et de ses infrastructures peut être observée sur les différentes représentations cartographiques du territoire : la carte de Cassini (XVIIIe siècle), la carte d'état-major (1820-1866) et les cartes ou photos aériennes de l'IGN pour la période actuelle (1950 à aujourd'hui).

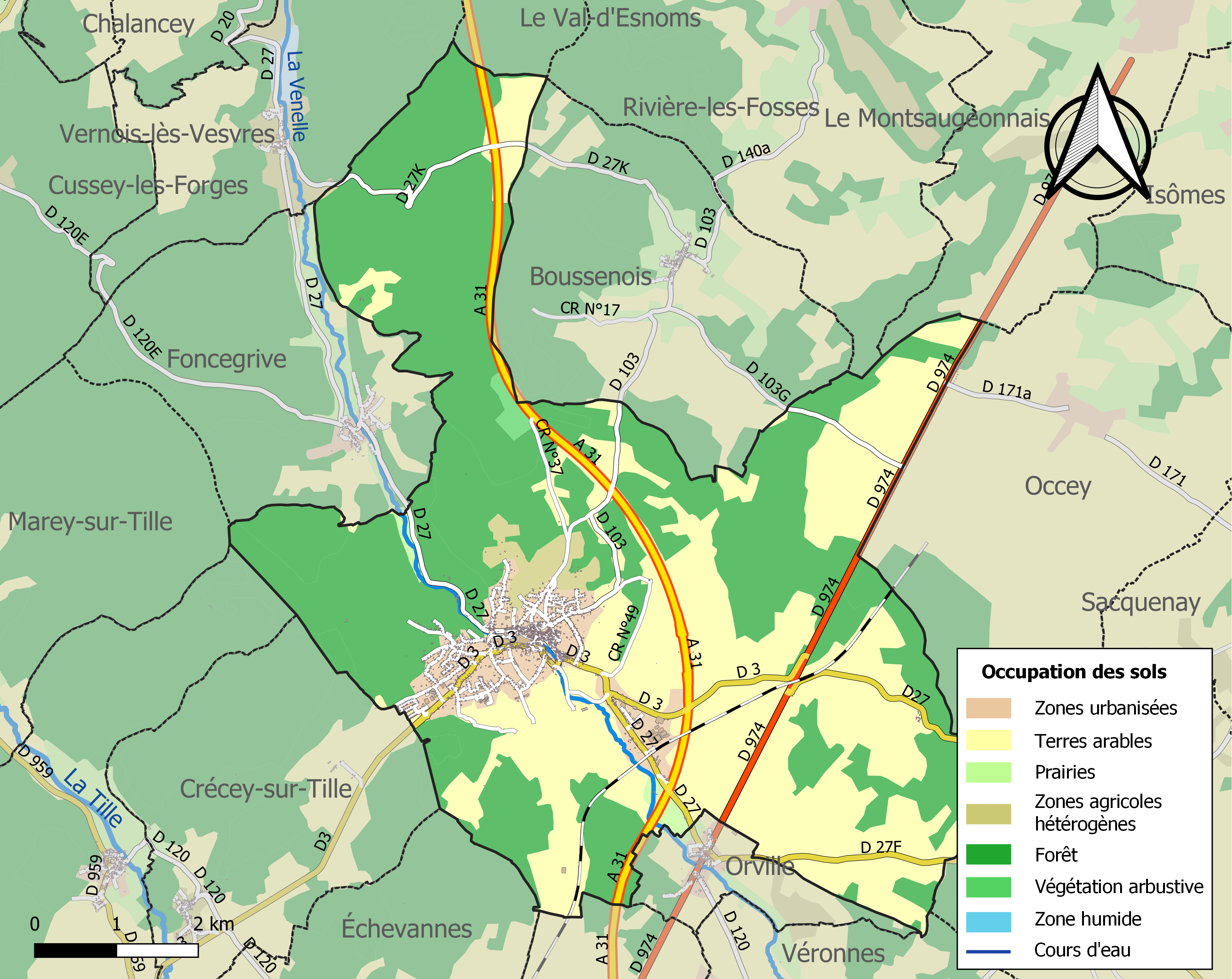
Carte des infrastructures et de l'occupation des sols de la commune en 2018 (CLC).

## Histoire
Dès 50, les lingons de Selongey deviennent viniculteurs comme l'attestent les restes d'une salle de pressurage gallo-romaine.

## Politique et administration

### Liste des maires
| Période                                  | Période   | Identité               | Étiquette | Qualité                                                                               |
| ---------------------------------------- | --------- | ---------------------- | --------- | ------------------------------------------------------------------------------------- |
| Les données manquantes sont à compléter. |           |                        |           |                                                                                       |
| vers 1866                                | 1870      | Joseph Réquichot       |           |                                                                                       |
| 1870                                     | 1876      | Louis Japiot           |           | Notaire                                                                               |
| 1876                                     | 1877      | François Andriot-Vally |           |                                                                                       |
|                                          | 1971      | Édouard Spahr          |           | Transporteur                                                                          |
| 1971                                     | 1983      | Frédéric Lescure       | UDF       | Conseiller général (1967-1985) Président du Conseil régional de Bourgogne (1983-1985) |
| 1983                                     | 1995      | Pierre Viard           | PS        |                                                                                       |
| 1995                                     | mars 2001 | Paul Taillandier       | UDF       | Conseiller général (1985-2011)                                                        |
| mars 2001                                | mars 2008 | Éric Lageneste         | DVD       |                                                                                       |
| mars 2008                                | en cours  | Gérard Leguay          | DVG       | Retraité - Conseiller général (2011-2015)                                             |

## Population et société

### Démographie
L'évolution du nombre d'habitants est connue à travers les recensements de la population effectués dans la commune depuis 1793. Pour les communes de moins de 10 000 habitants, une enquête de recensement portant sur toute la population est réalisée tous les cinq ans, les populations de référence des années intermédiaires étant quant à elles estimées par interpolation ou extrapolation. Pour la commune, le premier recensement exhaustif entrant dans le cadre du nouveau dispositif a été réalisé en 2007.

En 2022, la commune comptait 2 394 habitants, en évolution de −0,79 % par rapport à 2016 (Côte-d'Or : +0,82 %, France hors Mayotte : +2,11 %).
| 1793  | 1800  | 1806  | 1821  | 1836  | 1841  | 1846  | 1851  | 1856  |
| ----- | ----- | ----- | ----- | ----- | ----- | ----- | ----- | ----- |
| 1 770 | 1 794 | 1 693 | 1 600 | 1 673 | 1 645 | 1 605 | 1 621 | 1 523 |

| 1861  | 1866  | 1872  | 1876  | 1881  | 1886  | 1891  | 1896  | 1901  |
| ----- | ----- | ----- | ----- | ----- | ----- | ----- | ----- | ----- |
| 1 530 | 1 511 | 1 433 | 1 345 | 1 356 | 1 322 | 1 338 | 1 303 | 1 242 |

| 1906  | 1911  | 1921 | 1926 | 1931 | 1936  | 1946  | 1954  | 1962  |
| ----- | ----- | ---- | ---- | ---- | ----- | ----- | ----- | ----- |
| 1 218 | 1 113 | 985  | 975  | 991  | 1 182 | 1 138 | 1 195 | 1 732 |

| 1968  | 1975  | 1982  | 1990  | 1999  | 2006  | 2007  | 2012  | 2017  |
| ----- | ----- | ----- | ----- | ----- | ----- | ----- | ----- | ----- |
| 2 102 | 2 363 | 2 519 | 2 386 | 2 233 | 2 267 | 2 272 | 2 426 | 2 403 |

| 2022  | - | - | - | - | - | - | - | - |
| ----- | - | - | - | - | - | - | - | - |
| 2 394 | - | - | - | - | - | - | - | - |

### Sports
Le club de football du SC Selongey évolue en CFA2 (5e division française). 
Le sport est très développé à Selongey : tennis, basket, judo, lutte, escalade, tir… (voir https://selongey.fr onglet: associations).

## Économie

### Entreprises et commerces
Selongey est aussi un centre industriel de haute technologie avec l'usine SEB (Société d'Emboutissage de Bourgogne), société de renommée mondiale connue pour fabrication d'autocuiseurs cocotte-minute. La multinationale SEB est née d'une entreprise familiale de Selongey créée par la famille Lescure au XIXe siècle.

### Tourisme
Sa situation géographique en fait un point de passage et de halte pour de nombreux touristes venus des Pays-Bas, de la Belgique, de l'Angleterre et de l'Allemagne notamment.
Son camping qui accueille près de 5 000 visiteurs chaque année et ses gîtes permettent de faire une escale pour visiter les environs boisés de la ville et les bords de la Venelle (petite rivière).

## Culture locale et patrimoine
Médiathèque, cinéma associatif, saison culturelle animent régulièrement Selongey.

### Lieux et monuments

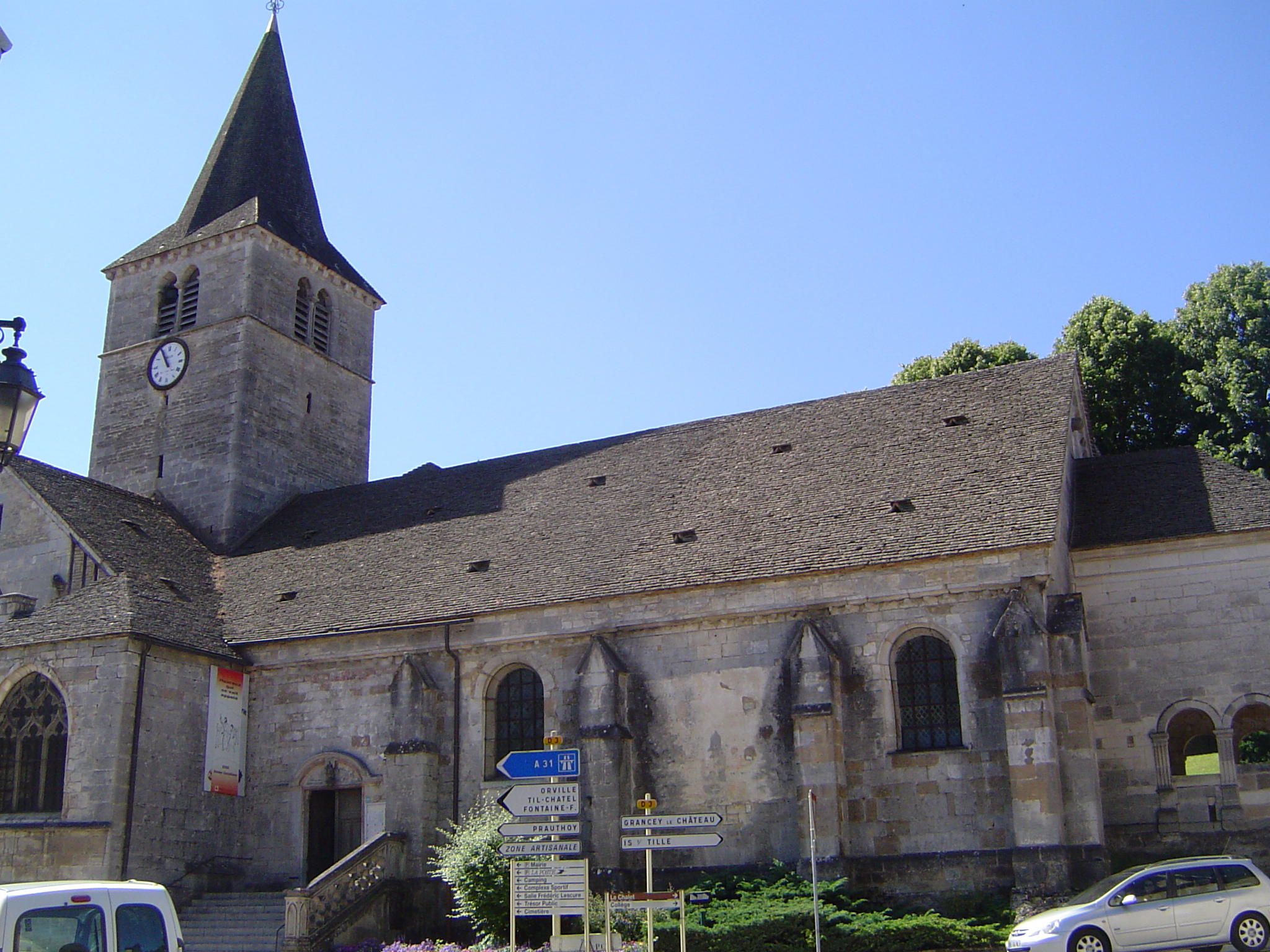
L'église en juin 2011.

L’église de Selongey est classée au titre des Monuments historiques le 20 juillet 1908. Ses parties les plus anciennes datent du XIIIe siècle. Progressivement augmentée pour accueillir la communauté paroissiale. Au XVe, la chapelle S. Thibauld est soutenue par le cardinal de Bar. Dans les années 1530 sont construites les chapelles S. Didier et de la famille de Rubilly. Le transept est augmenté en 1557, le porche occidental est élevé en 1602. Ces nombreuses phase d'agrandissement expliquent l'aspect composite de l'édifice et le désaxement de la nef et du chevet.
Les vestiges de la villa gallo-romaine des Tuillières (vestiges) est inscrite au titre des Monuments historiques le 14 septembre 1989.
La chapelle Sainte-Gertrude de Selongey est inscrite au titre des Monuments historiques le 9 février 1970.

### Personnalités liées à la commune
- Nicolas Viochot (1735-1825), homme politique, député du clergé aux états généraux de 1789.
- Jean Étienne de Martinecourt (1755-1831), homme politique, député de la Côte-d'Or en 1791 à l'Assemblée législative, maire de Selongey.
- Frédéric Lescure (SEB), inventeur de la cocotte-minute.
- Alphonse Legros (1837-1911), peintre franco-britannique.
- François Bony, général d'Empire.
- Vincent Nordon, cinéaste, écrivain et poète né à Selongey en 1950.
- Nicolas Géliot, homme politique né le 24 mai 1805 à Selongey (Côte-d'Or) et décédé le 5 août 1873 à Plainfaing (Vosges).
- Louis-Adolphe Turpin de Sansay (Selongey, 27 avril 1832-Paris, 5 janvier 1891), auteur dramatique, chansonnier et écrivain français.

### Héraldique
| Blason | Blasonnement : De gueules au château de trois tours d'argent, celle du milieu crénelée de sept pièces, plus grosse et plus haute que les autres, le tout ajouré et maçonné de sable. |